# Samuel Morse
Samuel Finley Breese Morse (n. 27 aprilie 1791, Charlestown, Comitatul Suffolk, Massachusetts, SUA – d. 2 aprilie 1872, New York City, New York, SUA) a fost pictor și inventator american. A realizat în anul 1837 un aparat electromagnetic pentru telegrafie, brevetat în 1840 și a inventat în 1838 alfabetul care-i poartă numele, folosit și în prezent.

Alfabetul Morse

Samuel Morse a creat alfabetul Morse - în care literele sunt reprezentate prin combinații de semnale scurte și lungi - în jurul anului 1838. El a identificat literele cel mai des folosite și le-a asociat semnale scurte (pentru "e", un singur punct); celor mai puțin folosite (de exemplu "q"), le-a asociat semnalele cele mai lungi.
Alfabetul inventat de Morse a simplificat trimiterea de mesaje telegrafice, acestea putând fi scrise sub forma de puncte și linii sau semnalizat cu lumini intermitente sau cu semnale radio. Apelul internațional de pericol, SOS - 3 puncte, 3 linii, 3 puncte - a fost introdus în 1912, la 40 de ani după moartea lui Morse. Expresia des folosită de acesta, "Save Our Souls"( "salvați sufletele noastre"), a apărut ceva mai târziu.
Surse: Soluții practice pentru probleme de zi cu zi, Reader's Digest, București, 2007